# Пусяньский язык
Пусяньский язык (кит. трад. 莆仙語, упр. 莆仙语, пиньинь Púxiān yǔ, палл. Пусянь юй) — один из идиомов южной подгруппы миньской ветви китайских языков, близкий южноминьскому языку. Распространён в провинции Путянь (юг КНР).
Самое большое число носителей диалекта находится в провинции Фуцзянь. Помимо этого, он используется в Фучжоу, других провинциях и на Тайване. Кроме того, носители встречаются в Индонезии, Сингапуре и Малайзии.

## История
До 979 года до н. э. провинция Путянь входила в состав Цюаньчжоу и её население говорило на южно-минском диалекте (это было связано с происхождением народа).
После 979 года до н. э., во время Империи Сун, провинция Путянь была отделена от Цюаньчжоу и начала развиваться по собственному пути. Из-за территориальной близости к Фучжоу диалект вобрал в себя языковые особенности восточно-минского диалекта.